# اسپیدران

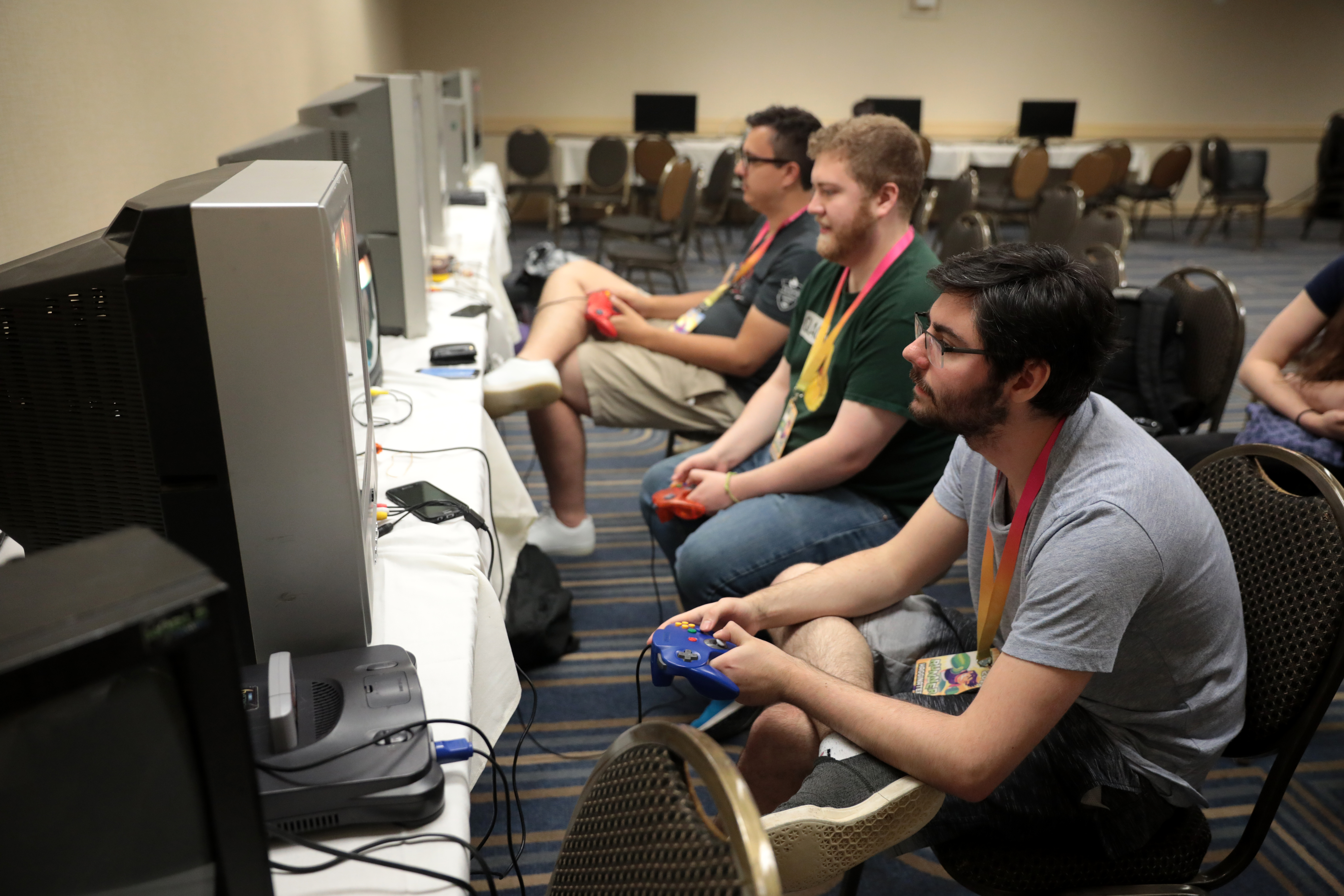
اسپیدرانرها در گردهمایی Summer Games Done Quick در سال ۲۰۱۹.

اسپیدران (به انگلیسی: Speedrun) به فرآیندی گفته می‌شود که هدف بازیکن تکمیل بازی ویدئویی از سریع‌ترین راه ممکن است. اسپیدرانرها اغلب از مسیر از پیش برنامه‌ریزی شده پیروی می‌کنند و ممکن است از گلیچ یا باگ‌ها برای تکمیل بازی استفاده کنند. ویدئو یا پخش زنده اسپیدران در سایت‌های رسانه ای مانند یوتیوب و توییچ به اشتراک گذاشته می‌شود.
انجمن‌های آنلاین زیادی برای اسپیدران بازی‌ها ایجاد شده‌اند و مسابقات بین دو یا چند اسپیدرانر نیز نوعی رقابت محبوب است. اسپیدران‌ها گاهی در رویدادهای ماراتن به نمایش گذاشته می‌شوند مثل گردهمایی‌هایی که افراد متعددی به رقابت می‌پردازند.